# Pedro Toro
Pedro Toro es una localidad española del municipio de Ciudad Rodrigo, en la provincia de Salamanca, comunidad autónoma de Castilla y León. Se integra dentro de la comarca de Ciudad Rodrigo y la subcomarca de La Socampana. Pertenece al partido judicial de Ciudad Rodrigo.

## Demografía
En 2019 Pedro Toro contaba con una población de 4 habitantes, de los cuales 3 eran varones y 1 mujer (INE 2019).
| Gráfica de evolución demográfica de Pedro Toro entre 2000 y 2019                         |
|                                                                                          |
| Fuente: Instituto Nacional de Estadística de España - Elaboración gráfica por Wikipedia. |